# Połonka (Ukraina)
Połonka – wieś w rejonie łuckim obwodu wołyńskiego Ukrainy.
Położona nad rzeką Styrem i jej lewym dopływem rzeczką Połonką, w dokumentach Polma Połoma, która bierze początek w pow. Włodzimierskim pod wsią Pustomity.
Przed II wojną światową miejscowość była siedzibą gminy wiejskiej Połonka w powiecie łuckim województwa wołyńskiego. Ok. 300. mieszkańców (szacunek na 1939 r.).
Utworzona w 1545 r. W 1583 r. należała do Krzysztofa Radziwiłła ok. 1629 r. do starostwa łuckiego, potem do Andrzeja Firleja i przed I wojną światową do Przesmyckich. 
Na przełomie czerwca i lipca 1943 roku miał miejsce masowy mord w Połonce. Ofiarą nacjonalistów ukraińskich padło około 11 Polaków.
Obecnie wieś liczy ponad 1200 mieszkańców.